# Phoracantha tricuspis
Phoracantha tricuspis är en skalbaggsart som beskrevs av Newman 1840. Phoracantha tricuspis ingår i släktet Phoracantha och familjen långhorningar. Inga underarter finns listade i Catalogue of Life.